# Svenska Telegrambyrån
Svenska Telegrambyrån (SvT) var Sveriges första nyhetsbyrå, vilken inledde sin verksamhet den 16 januari 1867 efter att förberedelser vidtagits under föregående år. Verksamheten inleddes således omedelbart innan den efter representationsreformen nyvalda tvåkammarriksdagen sammanträdde och fortgick till den 1 april 1921, då samtliga redaktionella avdelningar övergick till Tidningarnas Telegrambyrå AB (TT).

## Historik
Svenska Telegrambyrån grundlades av dansk-svensken Alfred Fich i samarbete med den tyska nyhetsbyrån Wolffs Telegraphisches Bureau och danska Ritzaus Bureau. Byrån stannade i Fichs ägo till 1892, under vilken tid den, huvudsakligen ledd av direktör Jacob von Utfall (1836-1910), genomgick en storartad utveckling i organisation och omfattning inom landet. Fich sålde byrån till ett konsortium av Stockholmstidningar, vilka 1893 bildade ett aktiebolag. Svenska telegrambyråns chef 1893-1897 var Ferdinand Paul Schulthess, som i denna egenskap efterträddes av Gustaf Eklund 1897-1905 och Johan Abraham Björklund 1905-1908. År 1908 inköpte Eklund aktiemajoriteten av ovannämnda tidningskonsortium och var från 1918 som verkställande direktör ensam innehavare av aktiestocken. 
Huvudkontorets redaktionsavdelning var delad på tre avdelningar, utrikes-, inrikes- och handelsavdelningen, vartill en särskild riksdagsavdelning tillkom under riksdagstiden. Med Svenska Telegrambyrån samverkade från 1905 Svenska Notisbyrån, som var en särskild nyhetsbyrå för huvudstaden grundad av Hans Leander. Annonsavdelningen ombesörjde, att annonser infördes i alla in- och utländska tidningar. Avdelningen för pressurklipp ombesörjde insamling av dylika. Kommissionsavdelningen gav reportage från ämbetsverken samt skaffade artiklar åt landsortstidningar. Klichéavdelningen skaffade på samma sätt klichéer åt landsortspressen.
Byråns verksamhet förändrades under årens lopp såtillvida, att telegrafin i huvudsak ersattes av telefoni (med eller utan tråd) vid nyhetsförmedling. Första världskriget medförde även på detta område förändringar; samarbetet mellan de båda stridande sidornas telegrambyråer upphävdes, och nya upprättades.
År 1919 sammanslogs Svenska Telegrambyrån med Nordiska Presscentralen (NPC) och fick då namnet De förenade byråerna (DFB). Den 1 april 1921 övergick DFB:s samtliga redaktionella avdelningar till Tidningarnas Telegrambyrå AB (TT) och den 1 januari 1922 uppgick Presstelegrambolaget (Ptb) i TT. Därmed uppfylldes omsider det gamla önskemålet, att tidningarna själva skulle äga den centrala telegrambyrån. Så gott som samtliga svenska tidningar blev aktieägare i TT, och aktiestocken var så fördelad, att ingen bestämd tidningsgrupp fick majoritet. 
Svenska Telegrambyråns annonsavdelning, som grundlagts i juli 1891 av redaktör Carl von Utfall och Alfred Fichs systerson löjtnant Valdemar Hansen, fortsatte dock sin verksamhet som större reklambyrå under namnet AB Svenska Telegrambyrån (STB), där Helge Hirsch var verkställande direktör 1922-57. Företaget fanns kvar under detta namn kvar åtminstone till 1979. Ur distributionsavdelningen, vilken 1899 inlett sin verksamhet, bildades däremot 1906 ett eget bolag av Gustaf Eklund under namnet Svenska Pressbyrån AB med Nils Lindmark som förste direktör. Även pressurklippsavdelningen fortlever, numera under namnet Cision AB.

## Reklambyrån
Efter fusionen med TT behölls namnet Svenska Telegrambyrån av annonsavdelningen som fortsatte som en fristående reklambyrå. Den var Sveriges största reklambyrå fram till 1970-talet.
STB hade annonsbyråer i Stockholm, Göteborg, Malmö, Helsingborg, Västerås, Linköping och Karlstad samt dotterbolagen STB Reklamebureau A/S i Köpenhamn, STB Reklamebyrå A/S i Oslo och STB Mainos AB i Helsingfors. De finska och danska bolagen auktoriserades år 1965. År 1968 köptes danska Scharling & Brostrøm samt Tammersfors-baserade Mainos Lehmus Oy och slogs ihop med STB:s existerande verksamhet i länderna. Året därpå köptes norska Trefa och en liknande sammanslagning gjordes i Norge. Den danska byrån fusionerades år 1972 ännu en gång med Harlang & Toksvig för att bli Harlang, Toksvig & STB Reklamebureau A/S, där STB ägde hälften.
År 1973 övertogs STB av amerikanska Ogilvy & Mather. Ägare fram till dess hade varit direktör Göran Tamm med familj. I januari 1980 ändrades namnet till Ogilvy & Mather AB.
Ogilvy fanns kvar i Sverige under olika former i flera decennier. År 2011 slogs Ogilvy i Stockholm ihop med Greys byrå i Stockholm för att bilda Ingo Stockholm.

### Ledning
Vd för reklambyrån Svenska Telegrambyrån var:
- Helge Hirsch, 1922–1957
- Göran Tamm, 1957–1971
- Bertil Waborg, 1972–1974
- Peter Warren, 1974–1977
- Richard (Dick) E Evans, 1977
- Ole Werring, 1977–

Senare vd:ar för Ogilvys svenska verksamhet har varit Ulf Herrmann, 1985–1989, och Carola Määttä, 2005–2010.